# Solymászat
A solymászat a ragadozó madarak idomítása és az idomított ragadozó madarakkal történő vadászat úgy, hogy az idomított madár szabadon repül és vad zsákmányt ejt a maga természetes állapotában. Ezenfelül ide tartozik a ragadozó madarak tenyésztése is. A solymász madara soha nem válhat házi kedvenccé, amelyet a szépsége miatt tartanak a ház elé kikötve.
A solymászat azonban nem csak sólymokkal történő vadászatot jelent, hisz eredményesen használhatók a különböző sas- , héja- és ölyvfélék. Hagyományőrző szerepe vitathatatlan. A legkorábbi időkből is maradtak fenn bizonyítékok a solymászat létezésére. Legalább 4000 éves múltra tekint vissza. Valahol Belső-Ázsia pusztáin élhetett az a gyűjtögető-nomád vadász, aki először tartott vadászmadarat. A felnevelt szelíd madár ösztönének engedelmeskedve vadászni kezdett majd visszatért az emberhez. Így indult hódító útjára a solymászat.
A magyar solymászat története valószínűleg a magyar nép kialakulásával egykorú, hiszen eredetmondánkban Emese ősanyánkat álmában egy sólyom (turul) termékenyíti meg. (a turulmadár képét valószínűleg az akkoriban élt kerecsensólyom (Falco Cherrug) egy kivételes nagy változata ihlette). 
A honfoglaláskor már egy solymászatot magasan művelő nép jött a Kárpát-medencébe. Később már számos feljegyzés, írásos emlékmű, dombormű tanúskodik a Magyarországon virágzó solymászatról. Az újkori solymászat két legkiemelkedőbb alakja Magyarországon Galántai Lelovich György és Bástyai Lóránt.

## Solymászmadarak

### Magyarországon solymászat céljára engedélyezett pedzőmadarak
- vándorsólyom (Falco peregrinus)
  - vadászsólyom (Falco rusticolus)
  - Feldegg-sólyom (Falco biarmicus)
  - szirti sas (Aquila chrysaetos)
  - héja (Accipiter gentilis)
  - karvaly (Accipiter nisus)

## Madarak tartása

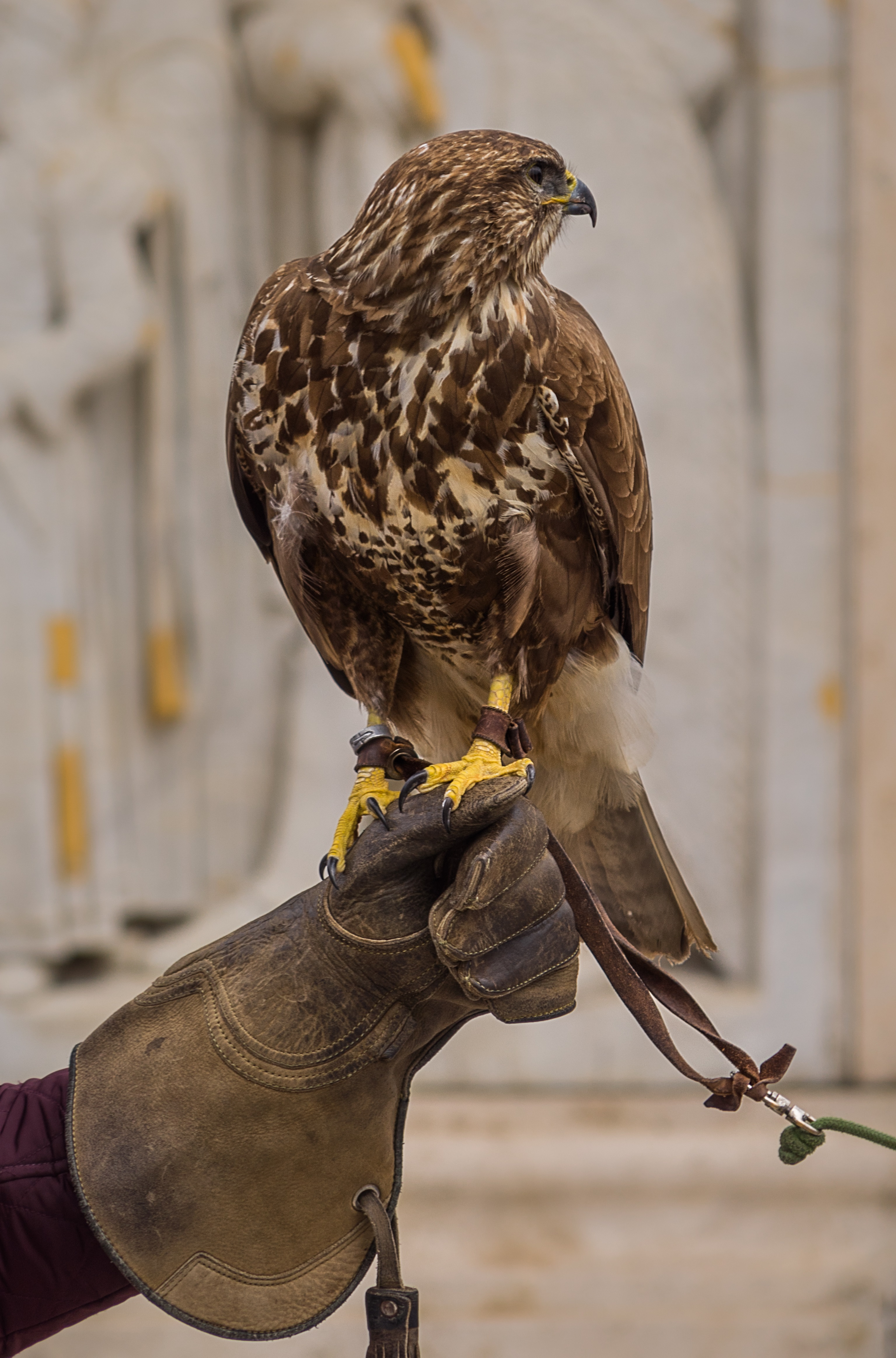
A solymászok legfontosabb kelléke a kesztyű

Magyarországon a szigorú természetvédelmi törvények miatt még ha az a madár nem is a természetből hanem egy tenyészetből származik is kell számos vizsga és engedély. Ezek a következők: elméleti vadászvizsga, solymászvizsga (elméleti és gyakorlati), természetvédelmi vizsga és az illetékes természetvédelmi hatóságtól beszerzett engedély.
A sikeres tartáshoz sok gyakorlat kell, például solymász csomó gyors megkötése. Ez a csomó egy kézzel megköthető, stabil, és könnyedén oldható is.

##### Pedzés
Így nevezik a ragadozó madárral történő tényleges vadászatot. A ragadozó madárral történő  vadászat a leghumánusabb vadászati módszer. A sebzés minimális, a prédának megvan a lehetősége a menekülésre. A vadászmadár és a solymász felszerelései közé tartozik a lábszíj vagy más néven béklyó, a forgókarika, póráz, a sapka, ami lehet 3 részből álló európai vagy egyetlen darabból szabott ázsiai, csörgő, tollbábu, tarisznya, nyomkövető stb. A madár idomítása egy bonyolult folyamat rengeteg buktatóval, de természetesen leendő solymászmadarat is a „hasán” keresztül fogják meg.

## Magyar Solymász Egyesület
Hazánkban az 1939 óta működő Magyar Solymász Egyesület tömöríti magába a solymászokat.
- Kézhez szoktatása
- Indítása
- Röptetése
- Visszatérés

## További irodalom
- Lysá, Žofia 2014: Sokoliarstvo v stredovekom Uhorsku. Historické štúdie 48